# La desinenza in A
La desinenza in A è un romanzo di Carlo Dossi.

## Trama
L'opera, iniziata nella sua stesura nel 1876, verrà pubblicata nel 1878 e ristampata nel 1883. Si presenta come un curioso pamphlet, un piccolo trattato scientifico contro il genere femminile e gli inganni che la donna propina quotidianamente all'uomo, presentato come essere indifeso e schiavizzato dal sesso femminile, il tutto in chiave ovviamente satirica. L'opera è però anche un acido e realistico ritratto della condizione della donna di fine Ottocento in Italia. Il Dossi, nei suoi ritratti di donne, presenta alcuni casi tipici e topici come ad esempio il matrimonio d'interesse, la morte in povertà, la degradazione dell'essere umano per l'elevazione della donna al ruolo di regina. Lo stesso titolo allude alla desinenza in "A" appunto, spesso utilizzata anche nelle lingue antiche (come il greco e il latino) e in molte lingue neolatine (come l'italiano), che caratterizza il genere femminile.
Ancora una volta in questo testo, il Dossi affronta il problema della questione linguistica; nella versione del 1883, l'autore stesso aggiunge un'"avvertenza grammaticale" e una lunga prefazione in cui descrive la propria posizione sul dibattito, allora molto acceso, sul realismo in campo letterario.

## Edizioni
- Carlo Dossi, La desinenza in A, Sommaruga, 1878.